# Franz Schmidt (muzyk)
Franz Schmidt (ur. 22 grudnia 1874 w Pressburgu, zm. 11 lutego 1939 w Perchtoldsdorf) – austriacki kompozytor, wiolonczelista, pianista i dyrygent.

## Życiorys
Początkowo pobierał lekcje u organisty katedry w Bratysławie nazwiskiem Maher, w 1888 roku przeprowadził się z rodziną do Wiednia. W latach 1889–1896 uczył się w konserwatorium wiedeńskim u Roberta Fuchsa (teoria i harmonia) oraz Karla Udela i Ferdinanda Hellmesbergera (wiolonczela), studia ukończył z wyróżnieniem. Był wiolonczelistą Wiener Philharmoniker (1896–1911) oraz orkiestry Opery Wiedeńskiej (1896–1914). Od 1901 roku związany był z konserwatorium wiedeńskim, gdzie wykładał początkowo grę na wiolonczeli, a później grę na fortepianie (od 1914) oraz kontrapunkt i kompozycję (od 1922). Był dyrektorem (1925–1927) i rektorem (1927–1931) konserwatorium. W 1934 roku Uniwersytet Wiedeński przyznał mu tytuł doktora honoris causa. W 1937 roku otrzymał nagrodę im. Beethovena, przyznawaną przez Preußische Akademie der Künste.

## Twórczość
Tworzył w stylu późnoromantycznym, wykorzystując elementy węgierskiego folkloru muzycznego. W symfoniach, opartych na ludowych melodiach węgierskich, słowiańskich i niemieckich, stosował technikę wariacyjną, łącząc elementy formy sonatowej, ronda, trzyczęściowej ABA i fugi. W twórczości organowej, wzorowanej na muzyce J.S. Bacha, posługiwał się dawnymi formami: preludium, toccatą, przygrywką chorałową. Preferował klasyczną polifonię, będąc przeciwnikiem romantycznego orkiestrowego traktowania organów.

## Wybrane kompozycje
(na podstawie materiałów źródłowych)

### Utwory orkiestrowe
- 4 symfonie (I E-dur 1896–1899, II Es-dur 1911–1913, III A-dur 1928, IV C-dur 1932–1933)
- Zwischenspiel aus einer unvollständigen romantischen Oper (1903)
- Konzertante Variationen über ein Thema von Beethoven na fortepian na lewą rękę i orkiestrę (1923)
- Variationen über ein Husarenlied (1931)
- Koncert Es-dur na fortepian na lewę rękę i orkiestrę (1934)
- Fuga solemnis na organy, 6 trąbek, 6 rogów, 3 puzony, tubę basową i kotły (1937)

### Utwory kameralne
- 2 kwartety smyczkowe (1925, 1929)

### Utwory wokalno-instrumentalne
- oratorium Das Buch mit sieben Siegeln, słowa kompozytora według Apokalipsy św. Jana (1935–1937, wyst. Wiedeń 1938)
- kantata Deutsche Auferstehung (nieukończona, wyst. Wiedeń 1940)

### Opery
- Notre-Dame, libretto kompozytor i Leopold Wilk według Victora Hugo (1902–1904, wyst. Wiedeń 1914)
- Fredigundis, libretto Bruno Warden i Ignaz Michael Welleminsky według Felixa Dahna (wyst. Berlin 1932)